# مثل پدر
مثل پدر (انگلیسی: Like Father) یک فیلم کمدی-درام آمریکایی محصول ۲۰۱۸ به نویسندگی و کارگردانی لورن میلر است که اولین کارگردانی فیلم بلند خود را تجربه کرد. در این فیلم کریستن بل، کلسی گرمر و ست روگن بازی می‌کنند. داستان فیلم زنی را دنبال می‌کند که پس از رها شدن در محراب، باید در سفر دریایی با پدر غریبه‌اش ارتباط برقرار کند. این فیلم در تاریخ ۳ اوت ۲۰۱۸ توسط نتفلیکس منتشر شد.

## داستان
راشل (کریستن بل) یک مدیر جوان اهل نیویورک و معتاد به کار است که درست قبل از رفتن به راهرو یک تماس کاری می‌گیرد. موسیقی راهپیمایی شروع می‌شود، او در نهایت تلفن را قطع می‌کند، تلفن را در دسته گل خود می‌گذارد و پیاده‌روی را شروع می‌کند.
افسر رئیس اوست، و او برخی از جزئیات شخصی داماد را به اشتراک می‌گذارد، و سپس به راشل رو می‌کند. سپس گوشی او از دسته گل می‌افتد. داماد متوجه می‌شود که او هرگز واقعاً از کار خود فرار نمی‌کند و عروسی را لغو می‌کند.
سپس، پدر جدا شده هری (کلسی گرمر) که راشل از پنج سالگی ندیده‌است، در عروسی است و همه چیز را می‌بیند. او می‌دود و او خیلی عقب نیست.
روز بعد راشل تلاش می‌کند، و شکست می‌خورد، تا به یک حرفه ای در دفتر بازگردد. او به خانه فرستاده شد، او به زودی به تنهایی مشروب می‌خورد، سپس هری به او می‌رسد و آنها در یک بار از سر می‌گیرند. تمام شب را با نوشیدن مشروب سپری می‌کنند، آنها در مستی تصمیم می‌گیرند که با هم سفر دریایی ماه عسل کارائیب را که از قبل رزرو شده بود انجام دهند. صبح روز بعد، بیرون از دریا، سفر تا حدودی کمتر سرگرم‌کننده به نظر می‌رسد.
آن دو به عنوان غریبه وارد می‌شوند، اما در طی چند ماجراجویی، چند کوکتل چتر پوشیده و جست و جوی روحی زیاد، با قدردانی دوباره از خانواده و زندگی برمی گردند.
هری یک پدر مرده‌است و این سفر راه رستگاری اوست. مانند ریچل، او یک معتاد به کار بود، اما از طریق حضور در کنار شریک تجاری خود به عنوان خانواده، شرکت خود را قربانی مراقبت از او کرد.
ما نگاهی اجمالی به مشتری بزرگ ریچل می‌بینیم، یک زوج هیپی، تولیدکنندگان چیپس سیب‌زمینی ارگانیک سابق نیویورکر، که اکنون در شمال ایالت زندگی می‌کنند. نمونه ای از افرادی که مسابقه موش را برای داشتن یک زندگی رضایت بخش تر ترک کردند. و هری و ریچل با سه زوجی که در سفر دریایی به میز شام اختصاص داده شده بودند پیوند می‌خورند: یکی جوان، یکی ۵۰ ساله و دیگری تازه ازدواج کرده در میانسالی.
نقطه شکست زمانی اتفاق می‌افتد که ریچل اصرار می‌کند که با تلفن خود در یک آبشار منزوی زیبا باشد. هری با پرتاب آن در آب، او را بیدار می‌کند و متوجه می‌شود که زندگی را از دست داده‌است. آن‌ها در دو مسابقه بزرگ کروز با هم متحد می‌شوند و هم یک «بازی تازه عروسی» و هم شماره کارائوکه احمقانه فینال کروز را برنده می‌شوند.
در ابتدا، پس از سفر دریایی، ریچل ابتدا به سمت نقش جدید خود در شرکت تبلیغاتی خود می‌رود، و هر درسی که ممکن است آموخته باشد را فراموش می‌کند. موفقیت او در پایان به دست می‌آید. او یک سفر را تغییر می‌دهد تا با مشتری بزرگ خود در شمال ایالت لس آنجلس ملاقات کند تا به پدرش کمک کند طبق وعده خود حرکت کند.

## بازیگران
- کریستن بل در نقش راشل همیلتون، دختر هری
- کلسی گرمر در نقش هری همیلتون، پدر راشل
- ست روگن در نقش جف، مرد مطلقه‌ای که راشل با او یک شب صحبت می‌کند.
- پل دبلیو داونز در نقش جیم
- زک آپلمن در نقش استیو
- آمبر هوجکیس در نقش جینی
- لئونارد اوتس در نقش دن
- بلر بروکس در نقش بث
- آنتونی لاسیورا در نقش لئونارد
- مری لورم در نقش شرلی
- برت گلمن در نقش فرانک لرو
- لورن میلر در نقش زن خسته
- جاون فاستر در نقش اوون
- کیمیکو گلن به عنوان جینا

## تولید
در جولای ۲۰۱۷، اعلام شد که کریستن بل و کلسی گرمر در «مثل پدر»، اولین کارگردانی لورن میلر که فیلمنامه را نیز نوشته‌است، بازی خواهند کرد. در ژوئن ۲۰۱۸، تریلر این فیلم منتشر شد که نشان می‌داد ست روگن همبازی خواهد شد. لورن میلر این فیلم را به همراه اندرس بارد تهیه کرده‌است.
عکاسی اصلی در نیویورک و کارائیب در اوت ۲۰۱۷ انجام شد. برخی از این فیلم در سریال رویال کاریبین اینترنشنال ام‌اس هارمونی آو د سیز فیلمبرداری شده‌است.

## انتشار
مثل پدر در تاریخ ۳ اوت ۲۰۱۸ در نتفلیکس منتشر شد.

## بازخورد
در وبسایت جمع‌آوری نقد راتن تومیتوز، بر اساس نظرات، با میانگین رتبه‌بندی این فیلم دارای رتبه تأیید است. اجماع سایت می‌گوید: «مثل پدر یک بازیگر با استعداد هشدار دهنده را برای یک رام کام قابل پیش‌بینی متحد می‌کند که هیچ کاری برای مقابله با کلیشه‌های منفی پیرامون این ژانر انجام نمی‌دهد.» در متاکریتیک این فیلم دارای میانگین وزنی ۵۲ از ۱۰۰ است که بر اساس نظرات ۱۵ منتقد، نشانگر «نقدهای مختلط یا متوسط» است.